# Fem söker en skatt (musikgrupp)
Fem söker en skatt var en svensk musikgrupp.
Gruppen bildades 1986 i Vendel utanför Uppsala av Lars Hollmer. Övriga medlemmar var Olle Sundin (dragspel, klaviatur), Kalle Eriksson (trumpet, flöjt, congas), Ulf Wallander (saxofoner) och Olof Hellberg (trummor). Gruppen tillkom i hög grad på grund av Sundins fascination för den musik som Hollmer spelade i sin tidigare grupp Ramlösa kvällar och den nya gruppen fortsatte i samma anda med egna kompositioner med jazzinfluenser blandat med traditionell musik från främst de östeuropeiska länderna. Gruppen gjorde sporadiska framträdanden ännu i början av 2000-talet. År 1995 utgav gruppen det självbetitlade albumet Fem söker en skatt (KRAX 9).